# Aston Barrett
Aston Barrett, noto anche con lo pseudonimo di Family Man (Kingston, 22 novembre 1946 – Miami, 3 febbraio 2024), è stato un musicista, bassista e produttore discografico giamaicano.

## Biografia
Musicista e arrangiatore di religione rastafariana - dopo essere stato meccanico e riparatore di biciclette - divenne, con il fratello Carlton Barrett, il principale arrangiatore della sezione ritmica dei Wailers, il gruppo di Bob Marley, nonché autore di tutte le linee di basso dei suoi successi e compositore di alcuni pezzi. Il suo stile elegante, preciso e appoggiato sul tempo venne preso a modello da tantissimi altri bassisti reggae e non solo. Sebbene il suo soprannome Family Man se lo fosse dato da solo in riferimento al suo ruolo nella band, negli anni successivi tale soprannome divenne letterale, avendo egli generato 41 figli.
Negli anni portò con i Wailers la musica di Bob Marley in giro per il mondo. Nel 2006 perse una causa con gli eredi di Bob Marley per il riconoscimento dei diritti d'autore su molti pezzi. Affermò che lui e suo fratello firmarono un contratto con la Island nel 1974 nel quale vennero espressamente previste le royalties, ma una corte inglese in 23 punti e 172 pagine liberò la Island e la famiglia capitanata da Rita dal pagamento delle royalties.

## Discografia parziale

### Discografia solista
- The Sound Of Macka Dub (con Carlton Barrett)
- Familyman In Dub

### Produzioni
- 1974 - Horace Andy & Winston Jarrett & The Wailers The Kingston Rock
- 1974 - Keith Hudson - Pick A Dub
- 1980 - Burning Spear Hail H.I.M.
- 1981 - AA.VV.Juvenile Delinquent
- AA.VV. Cobra Style